# Voblast de Hrodna
La voblast de Hrodna  (en biélorusse : Гродзенская вобласць, Hrodzenskaïa voblast ; en lacinka : Hrodzenskaja vobłaść) ou oblast de Grodno (en russe : Гродненская область, Grodnenskaïa oblast ; en polonais : Obwód grodzieński) est une subdivision de la Biélorussie. Sa capitale administrative est la ville de Hrodna ou Grodno.

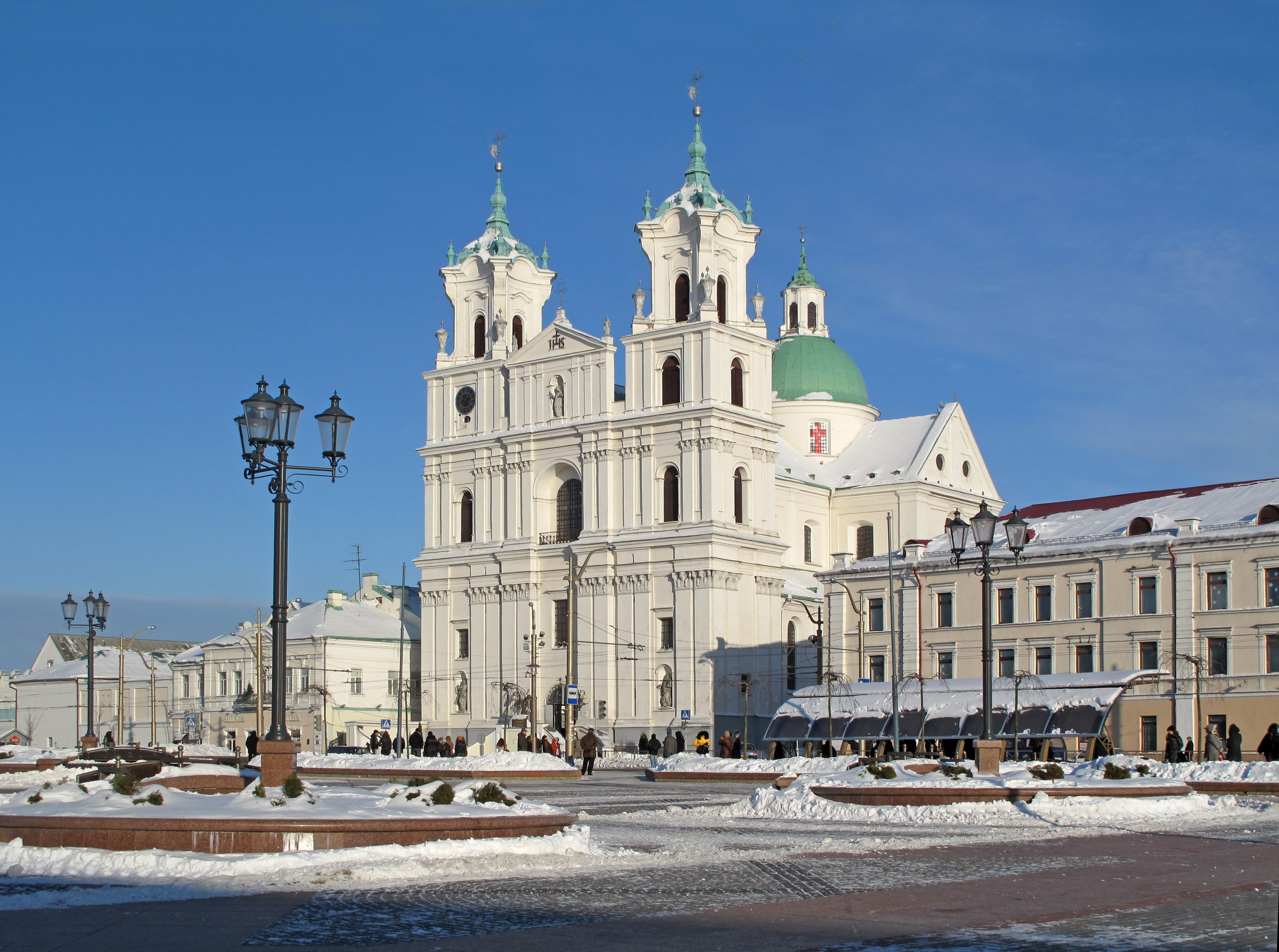
Cathédrale Saint-François Xavier, Grodno

## Population
La voblast s'étend sur 25 126,98 km2. Sa population est d'environ 1 056 300 habitants en 2013, dont 63,5 % vit en ville et 36,5 % à la campagne. 
Les Biélorusses représentent 62,3 % de la population. La région compte de nombreuses minorités, dont les Polonais (24,8 %), les Russes (10 %), les Ukrainiens (1,8 %) ainsi que des Tatars, des Lituaniens et d'autres nationalités.

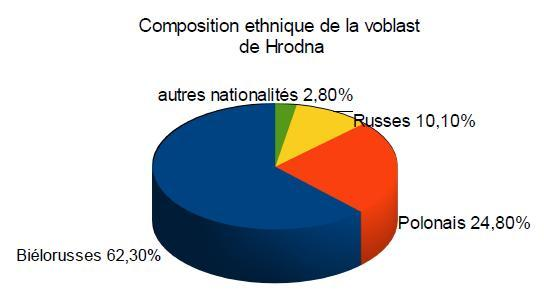

### Démographie
| Année | Population | Naissances annuelles | Décès annuels | Solde naturel annuel | Taux de natalité (‰) | Taux de mortalité (‰) | Solde naturel (‰) | Indice de fécondité |
| ----- | ---------- | -------------------- | ------------- | -------------------- | -------------------- | --------------------- | ----------------- | ------------------- |
| 2004  | 1 128 724  | 10 318               | 18 065        | -7 747               | 9,1                  | 16,0                  | -6,9              | 1,32                |
| 2005  | 1 114 980  | 10 041               | 18 061        | -8 020               | 9,0                  | 16,2                  | -7,1              | 1,30                |
| 2006  | 1 102 037  | 11 208               | 17 295        | -6 087               | 10,2                 | 15,7                  | -5,5              | 1,46                |
| 2007  | 1 091 108  | 12 005               | 16 088        | -4 083               | 11,0                 | 14,7                  | -3,7              | 1,58                |
| 2008  | 1 081 424  | 12 446               | 16 087        | -3 641               | 11,5                 | 14,9                  | -3,4              | 1,65                |
| 2009  | 1 074 052  | 12 396               | 16 333        | -3 937               | 11,5                 | 15,2                  | -3,7              | 1,65                |
| 2010  | 1 068 658  | 12 205               | 16 660        | -4 455               | 11,4                 | 15,6                  | -4,2              | 1,63                |
| 2011  | 1 063 629  | 12 538               | 16 363        | -3 825               | 11,8                 | 15,4                  | -3,6              | 1,68                |
| 2012  | 1 059 832  | 13 324               | 15 305        | -1 981               | 12,6                 | 14,4                  | -1,8              | 1,81                |
| 2013  | 1 056 638  | 13 514               | 15 408        | -1 894               | 12,8                 | 14,6                  | -1,8              | 1,86                |
| 2014  | 1 053 725  | 13 240               | 14 543        | -1 303               | 12,6                 | 13,8                  | -1,2              | 1,85                |
| 2015  | 1 051 357  | 13 716               | 14 487        | -771                 | 13,0                 | 13,8                  | -0,8              | 1,96                |
| 2016  | 1 048 810  | 13 850               | 14 646        | -796                 | 13,5                 | 14,0                  | -0,5              | 2,03                |